# Glossosoma vaneyam
Glossosoma vaneyam är en nattsländeart som beskrevs av Schmid 1971. Glossosoma vaneyam ingår i släktet Glossosoma och familjen stenhusnattsländor. Inga underarter finns listade i Catalogue of Life.